# Корро, Хосе Хусто
Хосе Хусто Корро (исп. José Justo Corro; 1794, Гвадалахара — 8 декабря 1864) — мексиканский политический деятель, в течение одного (1836—1837) года занимал пост исполняющего обязанности президента Мексики.
Был губернатором штата Халиско (1828—1829). Занимал должность министра юстиции, когда Мигель Барраган был вынужден покинуть пост президента по болезни, и был назначен Конгрессом временно исполняющим обязанности президента. Пребывал на посту с 27 февраля 1836 до 19 апреля 1837, когда должность занял избранный в соответствии с новой конституцией президент Анастасио Бустаманте. Во время его пребывания на посту была принята конституция 1837 года, которая заменила Конституцию 1824 года, срок пребывания президента на посту увеличен с четырёх до восьми лет.